# 1870 en photographie
| Années de la photographie : 1867 - 1868 - 1869 - 1870 - 1871 - 1872 - 1873    |
| Décennies de la photographie : 1840 - 1850 - 1860 - 1870 - 1880 - 1890 - 1900 |

Cet article présente les faits marquants de l'année 1870 en photographie.

## Événements
- Hermann Krone commence à donner des cours et à diriger des travaux pratiques de photographie à l'Institut de technologie de Dresde, et les poursuivra jusqu'en 1907[1].

- Le photographe suisse Alphonse Deriaz, après avoir travaillé aux États-Unis, en  Grande-Bretagne et en France, ouvre un atelier de photographie à Morges en Suisse[2].

- Jean-Léon Gérôme peint Femmes fellahs puisant de l’eau, un tableau dont le décor d'arrière-plan est inspiré par la photographie de son beau-frère Albert Goupil, une vue de Médinet el-Fayoum, prise lors du voyage en Égypte et au Proche Orient organisé par Gérôme en 1868[3],[4].

## Photographies notables
- Le photographe canadien, William Notman, spécialiste des montages photographiques pour des photographies de groupe, réalise Skating Carnival mettant en scène 150 patineurs ; ces montages sont difficiles à réaliser en raison des temps de pose très longs : Notman photographie individuellement chaque sujet et les assemble ensuite sur un décor peint ou photographié[5].

## Livres de photographies
- (hr) Ivan Standl, Fotografijske slike iz Dalmacije, Hrvatske i Slavonije [Images photographiques de Dalmatie, Croatie et de Slavonie], Zagreb (Lire en ligne).

## Études, essais, articles
- Léon Vidal, Photographie au charbon : recueil pratique de divers procédés de tirage des épreuves positives formées de substances indélébiles, procédé Johnson (report sur verre, report direct sur papier), photomètre, Paris, A. Vibien, 1870, 63 p. (En ligne sur Gallica).

## Naissances
- 8 janvier : 
  - Elias Burton Holmes, photographe et cinéaste documentariste américain, mort le 22 juillet 1958.
  - Wanda von Debschitz-Kunowski, photographe allemande spécialisée dans les portraits, active à Munich, morte le 23 avril 1935.
- 4 mars : Hans Hildenbrand, photographe allemand, connu pour ses reportages sur plaques autochromes de la Première Guerre mondiale, mort le 2 janvier 1957.
- 5 mars : Aladár Székely, photographe hongrois, mort le 27 septembre 1940.
- Rudolf Poch
- 21 mars : Herbert Ponting, photographe britannique, mort le 7 février 1935.
- 2 avril : Jeanne Descombes, poétesse, photographe et éditrice suisse de cartes postales, morte en 1966.
- 3 avril : José Gil Gil, photographe et cinéaste espagnol, mort le 1er janvier 1937.
- 3 mai : Henri Lemasson, employé des postes français et photographe, actif à Papeete, mort le 19 janvier 1956.
- 21 mai : Ferdinand Schmutzer, peintre et photographe autrichien, mort le 26 octobre 1928.
- 24 mai : Alice Seeley Harris, missionnaire baptiste et photographe britannique, active au Congo, morte le 24 novembre 1970.
- 1er juillet : Léonard Misonne, photographe belge, mort le 14 septembre 1943.
- 17 août : Jean-Baptiste Louis Gros (baron Gros), diplomate et photographe français, né le 8 février 1793.
- 4 septembre : Otto Hees, photographe brésilien, mort en 1964.
- 10 novembre : Lizzie Caswall Smith, photographe britannique, morte le 10 novembre 1958.
- 12 novembre : Charles Géniaux, écrivain et photographe français, mort le 19 mars 1931.
- 23 décembre : Jessie Tarbox Beals, photographe américaine, morte le 30 mai 1942.
- Date précise inconnue :
  - Fernando Garreaud, photographe chilien, mort en 1929.
  - José Demaría López, photographe et journaliste espagnol, mort le 22 septembre 1936.
  - Giovanni Viafora, dessinateur et photographe italien, actif à New York, mort le 15 juin 1930.

## Décès
- 15 janvier : Josefa Pla Marco, photographe espagnole, née en 1830.
- 23 février : Robert Jefferson Bingham, photographe britannique actif à Paris, né le 7 mars 1824.
- 7 avril : Abel Niépce de Saint-Victor, physicien, chimiste et photographe français, né le 26 juillet 1805.
- 16 avril : Marie-Caroline, duchesse de Berry, collectionneuse de photographie, née le 5 novembre 1798.
- 17 mai : David Octavius Hill, photographe écossais, né le 20 mai 1802.
- 11 août : John Adamson, médecin , physicien et photographe écossais, né le 12 décembre 1809.
- 17 août : Jean-Baptiste Louis Gros, diplomate et photographe français, né le 8 février 1793.
- 9 septembre : Alessandro Duroni, photographe italien, né en 1807.
- Date précise inconnue :
  - Ōno Benkichi, photographe japonais, né en 1801.
  - Shima Kakoku, photographe japonais, né en 1827.